# Václav Vydra (1876)

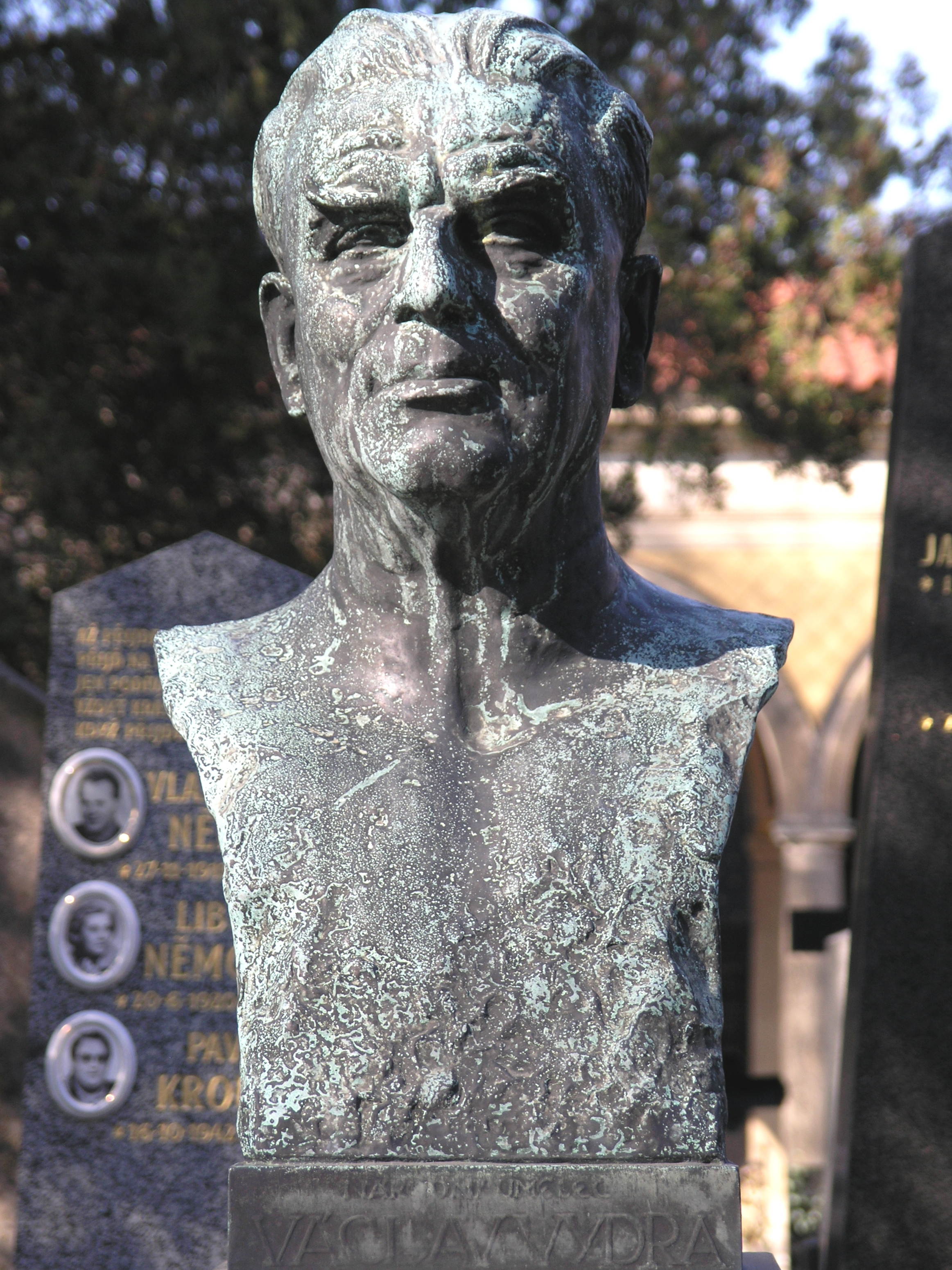
Busta Václava Vydry na Vyšehradském hřbitově

Václav Vydra (29. dubna 1876 Plzeň – 7. dubna 1953 Praha) byl český divadelní herec, režisér, autor memoárové literatury a úvah o divadle.

## Život
Narodil se 29. dubna ve Svaté Dobrotivé u Hořovic, odkud pocházela jeho matka Kateřina, rozená Sládková, a pokřtěn byl 3. května v Plzni. Byl synem vojenského hudebníka a kapelníka. Dětství prožil v Linci a ve Vídni. Po návratu do Plzně studoval německou reálku, kterou však nedokončil, neboť v roce 1893 odešel k divadlu. Do roku 1907 pak působil v různých divadelních společnostech (Fr. Zöllner, J. Muška, V. Žákovský, A. Frýda, L. Chmelenský, A. Chlumský, J. Drobný). V letech 1907 až 1913 měl angažmá v divadle v Plzni.
V období 1913 až 1922 byl hercem a režisérem ve Vinohradském divadle a krátce zastupoval i šéfa činohry K. H. Hilara, který odešel do Národního divadla. Od roku 1922 byl angažován v Národním divadle v Praze (v letech 1940 až 1945 jako stálý host) a působil zde i jako režisér. Vytvořil zde řadu výrazných postav, např. v divadelních hrách Král Lear a Julius Caesar od W. Shakespeara, Bílá nemoc od Karla Čapka a další. Za Pražského povstání v květnu 1945 byl pověřen správou činohry ND a v letech 1945–1949 byl ředitelem Národního divadla. Na jevišti Tylova divadla naposledy vystoupil v roli Vojnara v březnu 1953, necelý měsíc před svou smrtí.
Je autorem dvou knih (Prosím o slovo, 1940, Má pouť životem a uměním, 1948, 2. rozšířené vydání 1954), posmrtně vyšly soubor jeho publicistických prací po názvem Z hercova pera (1955) a výbor z korespondence Hercův listář (1956). Pro divadelní společnosti, ve kterých působil, přeložil několik divadelních her z němčiny a další upravoval.
V letech 1922 a 1929 hostoval umělecky v Lublani, v roce 1930 ve Varšavě, v roce 1934 navštívil divadelní festival v Moskvě.
V letech 1913 až 1930 ojediněle vystupoval ve filmu (např. Bílá nemoc, Naši furianti, Cech panen kutnohorských), uplatnil se příležitostně herecky a recitačně i v rozhlase.
Ve třicátých letech se sblížil s politickou levicí, v roce 1945 vstoupil do KSČ.
Za 53 let na divadle vytvořil přes 1000 rolí:
- 1893–1907 u kočovných společností celkem 444 rolí
- 1907–1913 v Městském divadle v Plzni celkem 216 rolí
- 1913–1922 V Městském divadle na Královských Vinohradech celkem 143 rolí
- 1922–1946 V Národním divadle v Praze celkem 200 rolí

## Rodina
Jeho první ženou byla dcera ředitele divadelní společnosti Františka Zöllnera Eliška Zöllnerová (1881–1940), se kterou měl tři děti. Nejstarší Václav (1902–1979) se stal rovněž hercem a divadelním ředitelem, druhorozená byla Eliška (* 1904), nejmladší Jiřina Vydrová (1910–1993) se stala historičkou umění, pracovnicí Uměleckoprůmyslového muzea v Praze se specializací na keramiku a historický textil, zejména oděvy a krajku. Podruhé se oženil 27. července 1940 v Praze na Vinohradech s Helenou Houdkovou (1897–1975).

## Ocenění
- 1924 Státní cena
- 1946 stal se prvním hercem vyznamenaným titulem národní umělec
- 1949 čestný člen ND

## Osobnosti českého divadla a kultury o Václavu Vydrovi
František Götz
- Výrazová síla Vydrovy tváře a jeho gesta i tělového pohybu je velká. Tělo jako seismograf zachycuje duši, vnitřní pohyb, celou vnitřní stavbu. U Vydry přestává pozvolná malba duševních stavů, jíž chtěli v předešlé generaci tvořiti postavu. Silovým centrem jeho tvorby je vnitřní vise, jejímž vnějším promítnutím je synthetický výraz postavy, zachycený naráz v celé podstatnosti. Zde lze nejlépe pochopit, jak velký byl Vydrův tvůrčí čin, jestliže dovedl postihnout naráz právě vnitřní strukturu postavy, zřetězení jejích sil a vášní.[12]

Jindřich Honzl
- A Václav Vydra je herecká osobnost... Vydrova herecká metoda zachovává dramatické napětí nitra a vnějšku; v tom je dědičkou metody Vojanovy. Také Vydra jako Vojan je ve stálém střehu, také jeho tělo jej jako ocelové pero napjaté silou, jež není jen silou myšlenky, ale jež je životním elánem celé lidské bytosti, také jeho postoj a jeho gesto jsou řízeny duchem, také jeho nitro nenechává ani chvíli v klidu zevnější tělesnost.[13]

Jaroslav Kvapil
- Václav Vydra – ten veliký drtič slova, jak ho jedenkrát v soukromém dopise nazval výstižně Fráňa Šrámek – zdědil právem po Vojanovi vůdčí místo v soudobém herectví a jako člověk po vojanovsku rovněž nesmlouvavý zachoval si také nejen v divadelním, nýbrž i v ostatním veřejném životě pyšné čelo a odmítavý postoj ke všemu, čím nedávná doba na některé jeho přední soudruhy nepěkně zapůsobila.[14]

Růžena Nasková
- Mnoho se již povědělo a ještě řekne o Vydrově herecké práci, o všech jeho rolích, a bude to jistě jeho radostná odměna, výsledek krásné a šťastné práce celého života. Ale úloha věrného strážce herecké cti v těžkých dobách temnoty zůstane přece jen pro mne jednou z jeho největších a nejkrásnějších, byť svého času nejnevděčnějších, úlohou, zářící mezi všemi ostatními přečistým, nehasnoucím světlem daleko viditelným.[15]

Olga Scheinpflugová
- Na jevišti je divoký a mladý, útočný i vznešeně poražený v postavách bolesti nebo stáří, je plný ironie i humoru, vyvážený i prozářený rozvahou a dozráním. Vydra je osobností bez věku, je to člověk s mladou krví a pletí, umělec se svěžími názory, pohrdající líbivostí, laciným dojmem i přechodným úspěchem, Tvůrce tolika postav je z jednoho kusu jako málokdo... Na našich scénách už vyrostlo mnoho vynikajících hrdinů, ale Václav Vydra je něco jiného a snad ještě víc, je mužem. Nestkví se a neoslňuje, ale dobývá a podmaňuje. Vejde-li na scénu, zažíváte stejný pocit, jako když vejde do manéže tygr.[16]